# Forces armées slovaques
L'armée slovaque est forte de 233 350 hommes actifs et de 2 674 300 réservistes[Quand ?]. En mars 2004, la Slovaquie intègre l'OTAN. En 2006, l'armée slovaque se transforme en une organisation entièrement professionnelle et la conscription est abolie.

## Modernisation
Elle est créée en 1993 par la scission de l'Armée tchécoslovaque qui existait depuis 1918. La Slovaquie tente de moderniser ses forces armées et de remplacer les équipements obsolètes. Un livre blanc sur la défense de septembre 2016 a défini les priorités en matière de sécurité et un plan pour accroître les capacités de défense. En 2017, le gouvernement a approuvé une nouvelle stratégie de défense, une stratégie militaire et un plan de développement à long terme de la défense. Les travaux sur une nouvelle stratégie de sécurité et une nouvelle stratégie de défense ont commencé en juillet 2020 et devaient être achevés en 2021. État membre de l'OTAN et de l'UE, la Slovaquie coopère étroitement avec le cadre du groupe de Visegrád. Bratislava a signé un accord pour permettre plus de coopération dans la police aérienne et une intégration plus étroite des capacités de défense aérienne. Bratislava a commencé à remplacer ses flottes de petits chasseurs et de transporteurs aériens. Coïncidant avec le sommet de l'OTAN de juillet 2018, le gouvernement a annoncé qu'il avait sélectionné le F-16 pour remplacer ses Mig-29 vieillissant, dont la livraison est prévue entre 2022 et 2024. Il y a aussi des ambitions de remplacer les équipements terrestres et d'améliorer le niveau de technologie des forces armées. Une partie de la base industrielle de défense de la Slovaquie est organisée au sein de la société holding contrôlée par l'État DMD Group, y compris KONSTRUKTA Defence, qui produit des systèmes terrestres. D'autres entreprises se concentrent sur les services d'entretien, de réparation et de révision.
Son matériel est encore en partie composé de matériels soviétique ou russe comme des T-72M, BMP-1, BMP-2 et même une batterie de S-300PMU.
Après le début de la guerre en Ukraine la Slovaquie a transféré la majorité de son matériel soviétique ou russe aux Ukrainiens. Dès avril 2022 le pays a commencé à parler de transférer son unique batterie de S-300 ainsi que des BMP. En janvier 2023 le pays annonce son intention de livrer tous ses T-72 et même ses Mig-29,,.

## Budget
L'évolution du budget de la défense slovaques en dollars selon les données de la Banque mondiale est la suivante, :
| Année | Budget de la défense | % du PNB | % des dépenses publiques |
| ----- | -------------------- | -------- | ------------------------ |
| 1993  | $ 266 899 037        | 2,00     | N/C                      |
| 1994  | $ 299 993 419        | 1,94     | N/C                      |
| 1995  | $ 629 622 683        | 3,15     | 6,50                     |
| 1996  | $ 641 559 871        | 2,97     | 5,56                     |
| 1997  | $ 499 529 507        | 2,28     | 4,68                     |
| 1998  | $ 397 592 216        | 1,74     | 3,80                     |
| 1999  | $ 327 169 171        | 1,57     | 3,28                     |
| 2000  | $ 342 322 769        | 1,66     | 3,13                     |
| 2001  | $ 393 996 598        | 1,84     | 4,06                     |
| 2002  | $ 440 059 286        | 1,78     | 3,90                     |
| 2003  | $ 624 508 455        | 1,84     | 4,55                     |
| 2004  | $ 711 290 428        | 1,65     | 4,35                     |
| 2005  | $ 823 313 455        | 1,68     | 4,23                     |
| 2006  | $ 911 370 627        | 1,60     | 4,11                     |
| 2007  | $ 1 139 194 488      | 1,48     | 4,06                     |
| 2008  | $ 1 411 710 285      | 1,46     | 3,94                     |
| 2009  | $ 1 350 294 439      | 1,52     | 3,41                     |
| 2010  | $ 1 137 680 536      | 1,26     | 2,96                     |
| 2011  | $ 1 064 842 811      | 1,07     | 2,58                     |
| 2012  | $ 1 020 180 035      | 1,08     | 2,62                     |
| 2013  | $ 967 923 108        | 0,98     | 2,30                     |
| 2014  | $ 997 703 822        | 0,99     | 2,28                     |
| 2015  | $ 985 915 493        | 1,11     | 2,44                     |
| 2016  | $ 1 003 048 084      | 1,12     | 2,62                     |
| 2017  | $ 1 049 074 347      | 1,11     | 2,68                     |
| 2018  | $ 1 295 988 102      | 1,23     | 2,94                     |
| 2019  | $ 1 802 507 837      | 1,71     | 4,02                     |
| 2020  | $ 2 047 190 243      | 1,95     | 4,11                     |
| 2021  | $ 1 983 207 190      | 1,71     | 3,44                     |

En 2024 il a représenté 2 % du PIB de l’État.

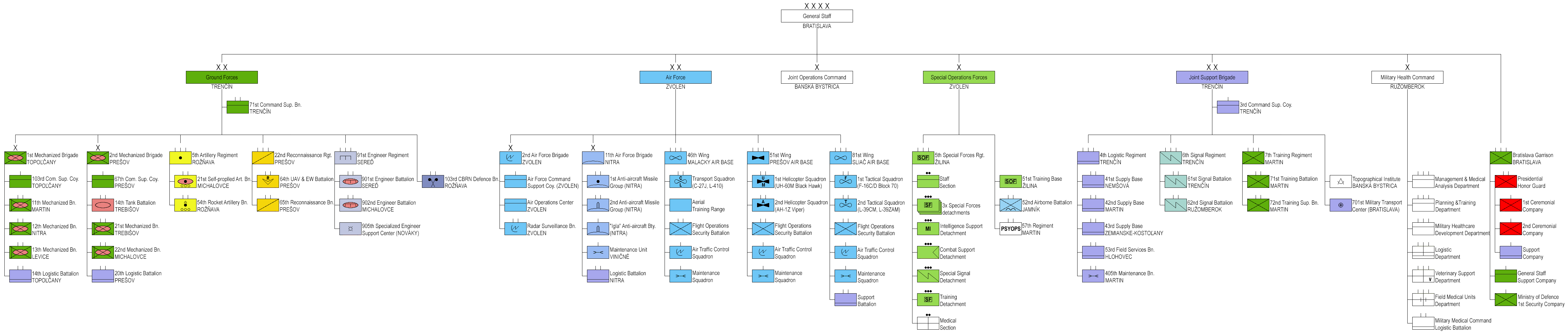
Organigramme de l'armée 2024

## Équipements

### Armes légères et armes de poings
- ČZ vz. 82 (en)
- Vz. 58
- Sa Vz 58 (fusil d'assaut standard)
- Heckler & Koch G36  utilisé par le 5e régiment des forces spéciales.
- Heckler & Koch HK416 utilisé par le 5e régiment des forces spéciales.
- Heckler & Koch HK417 utilisé par le 5e régiment des forces spéciales.
- FN MINIMI Para : mitrailleuse utilisée par le 5e régiment des forces spéciales.
- Škorpion vz. 61
- Heckler & Koch MP5 seulement utilisé par le 5e régiment des forces spéciales ;
- Heckler & Koch UMP utilisé par le 5e régiment des forces spéciales et la police militaire ;
- Uk vz. 59 (mitrailleuse) ;
- SVD (sniper) ;
- Grand Power K100 (en) ;
- Accuracy International Arctic Warfare 12.7 AW.50 MK2. (fusil de sniper) ;
- AT-4 Spigot ;
- SA-16 Gimlet ;
- Carl Gustav (utilisé par les forces spéciales).

### Véhicules et équipements lourds

#### Armée de terre[11]
| Modèle                                  | Type                    | Origine                     | Quantité en 2023   | Remarques            |
| Véhicule de combat                      | Véhicule de combat      | Véhicule de combat          | Véhicule de combat | Véhicule de combat   |
| --------------------------------------- | ----------------------- | --------------------------- | ------------------ | -------------------- |
| Char de combat principal                | T-72M                   | Union soviétique            | 30                 |                      |
| Véhicule de reconnaissance              | BPsVI (sk)              | Tchécoslovaquie             | 18                 |                      |
| Véhicule de combat d'infanterie         | BMP-1                   | Union soviétique            | 108                |                      |
| Véhicule de combat d'infanterie         | BMP-2                   | Union soviétique            | 91                 |                      |
| Véhicule de combat d'infanterie         | BVP-M                   | Yougoslavie                 | 17                 |                      |
| Véhicule blindé de transport de troupes | OT-90                   | Tchécoslovaquie             | 72                 |                      |
| Véhicule blindé de transport de troupes | OT-64                   | Tchécoslovaquie             | 7                  |                      |
| Véhicule blindé de transport de troupes | Tatrapan (en)           | Slovaquie                   | 15                 |                      |
| Véhicule blindé léger                   | RG-32 Scout             | Afrique du Sud / États-Unis | 7                  |                      |
| Véhicule blindé léger                   | Iveco VTLM              | Italie                      | N/C                |                      |
| Équipements anti chars                  |                         |                             |                    |                      |
| Véhicule anti chars                     | 9S428 - Malioutka 9M14  | Union soviétique            | N/C                | BMP-1 avec Malioutka |
| Véhicule anti chars                     | 9K111 Fagot - BMP-2     | Union soviétique            | N/C                | BMP-2 avec Fagot     |
| Véhicule anti chars                     | 9M113 Konkours - BRDM-2 | Union soviétique            | N/C                | BRDM-2 avec Konkours |
| Canon sans recul                        | Carl Gustav M2          | Suède                       | N/C                |                      |
| Véhicule du génie                       |                         |                             |                    |                      |
| Char de dépannage                       | VT-55A                  | Tchécoslovaquie             | N/C                |                      |
| Char de dépannage                       | VT-72B                  | Union soviétique            | N/C                |                      |
| Char de dépannage                       | WPT-TOPAS               | Pologne / Tchécoslovaquie   | N/C                |                      |
| Poseur de ponts                         | MT-55                   | Tchécoslovaquie             | N/C                |                      |
| Poseur de ponts                         | AM 50 (en)              | Tchécoslovaquie             | N/C                |                      |
| Véhicule de déminage                    | Bozena                  | Slovaquie                   | N/C                |                      |
| Pelle mécanique anti mines              | UOS-155 Belarty         | Slovaquie                   | N/C                |                      |
| Artillerie                              |                         |                             |                    |                      |
| Obusier automoteur                      | M-77 Dana               | Slovaquie                   | 3                  |                      |
| Obusier automoteur                      | M-2000 Zuzana (en)      | Slovaquie                   | 27                 |                      |
| Obusier automoteur                      | Zuzana-2 (en)           | Slovaquie                   | 11                 |                      |
| Lance roquettes multiple                | RM-70                   | Tchécoslovaquie             | 4                  |                      |
| Lance roquettes multiple                | RM-70/85                | Tchécoslovaquie             | 26                 |                      |

#### Armée de l'air[11]
| Type                                         | Modèle                    | Origine            | Version                 | Quantité en 2023           |
| Aéronefs                                     | Aéronefs                  | Aéronefs           | Aéronefs                | Aéronefs                   |
| -------------------------------------------- | ------------------------- | ------------------ | ----------------------- | -------------------------- |
| Chasseur                                     | Mikoyan-Gourevitch MiG-29 | Union soviétique   | Mig-29 AS Mig-29 UBS    | 9 2                        |
| Avion de transport                           | Alenia C-27J Spartan      | Italie             | C-27J                   | 2                          |
| Avion de transport léger                     | Let L-410 Turbolet        | Tchécoslovaquie    | L-410FG L-410T L-410UVP | 1 2 4 (en stock)           |
| Avion d'entraînement - avion d'attaque léger | Aero L-39 Albatros        | République tchèque | L-39CM L-39ZAM          | 6 2                        |
| Hélicoptère d'attaque                        | Mil Mi-24                 | Union soviétique   | Mi-24D Mi-24E           | 5 (en stock) 10 (en stock) |
| Hélicoptère polyvalent                       | Mil Mi-17                 | Union soviétique   | Mi-17 Hip H             | 13                         |
| Hélicoptère polyvalent                       | Sikorsky UH-60 Black Hawk | États-Unis         | UH-60M                  | 9                          |
| Défense aérienne                             |                           |                    |                         |                            |
| Missile sol-air moyenne portée               | 2K12 Koub                 | Union soviétique   | N/C                     | N/C                        |
| MANPADS                                      | 9K38 Igla                 | Union soviétique   | N/C                     | N/C                        |
| Armements aériens                            |                           |                    |                         |                            |
| Missile air-air infrarouge courte portée     | R-60                      | Union soviétique   | N/C                     | N/C                        |
| Missile air-air guidage radar moyenne portée | R-27                      | Union soviétique   | N/C                     | N/C                        |

## Déploiements

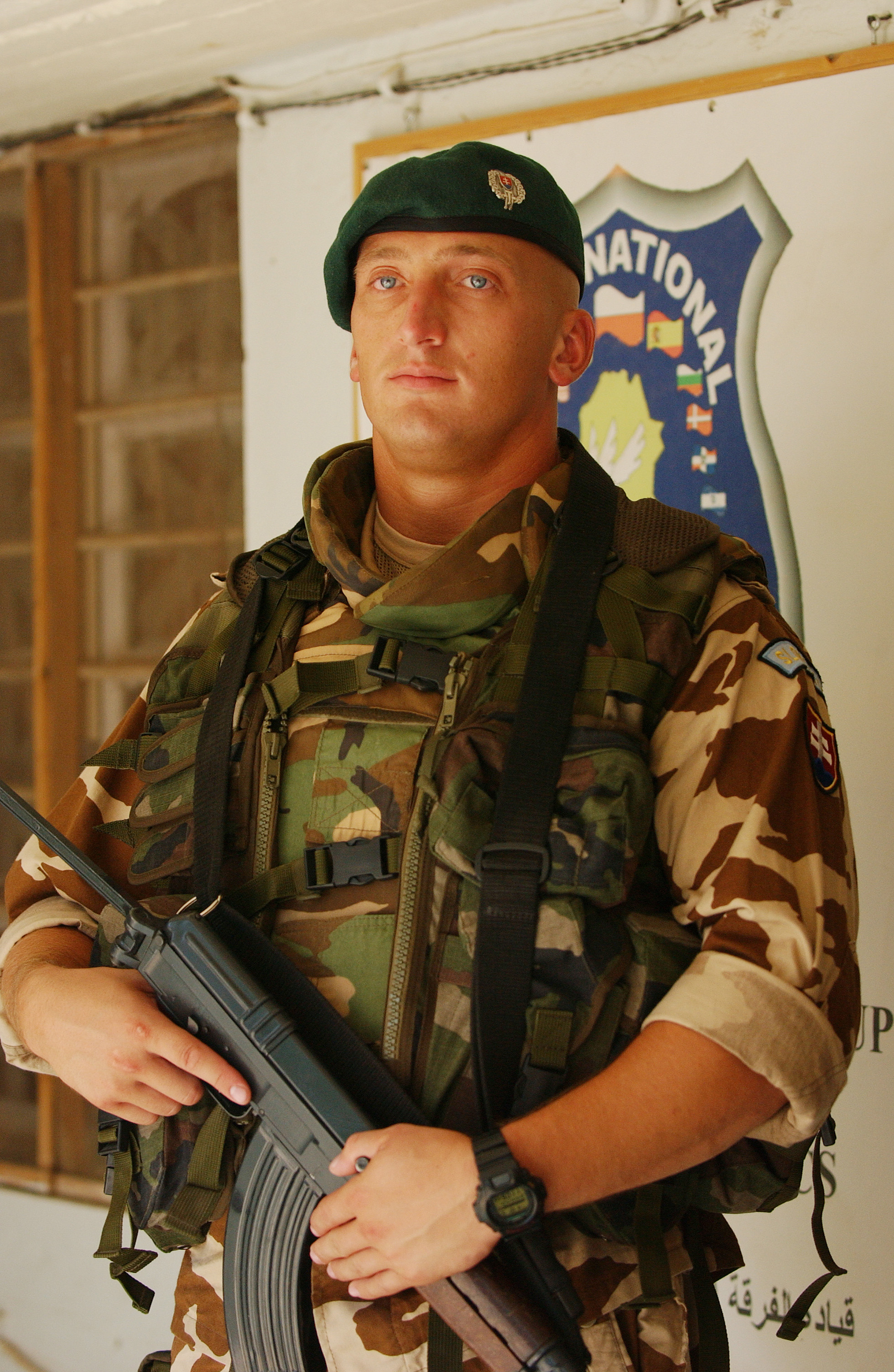
Soldat slovaque en Irak, en 2006

La Slovaquie a déployé 750 militaires dans le monde entier pour l'OTAN. La Slovaquie a sensiblement accru son engagement à la KFOR et à la SFOR au Kosovo et en Bosnie en 2002. Depuis l'indépendance de la Slovaquie en 1993, 60 soldats slovaques sont morts en opérations au 1er juin 2018.

Voici la liste des effectifs slovaques engagés dans des opérations extérieures le 1er janvier 2024
- Bosnie-Herzégovine : 53 militaire au sein de EUFOR opération Althea
- Chypre : 300 militaires au sein de l'UNFICYP.
- Irak : 5 militaires au sein d'une mission de l'OTAN
- Israël : 2 militaires au sein de l'UNTSO.
- Lettonie : 152 militaires au sein de la RAP
- Mali : 4 militaire au sein de l'EUTM Mali
- République centrafricaine : 2 militaires au sein de l'EUTM RCA

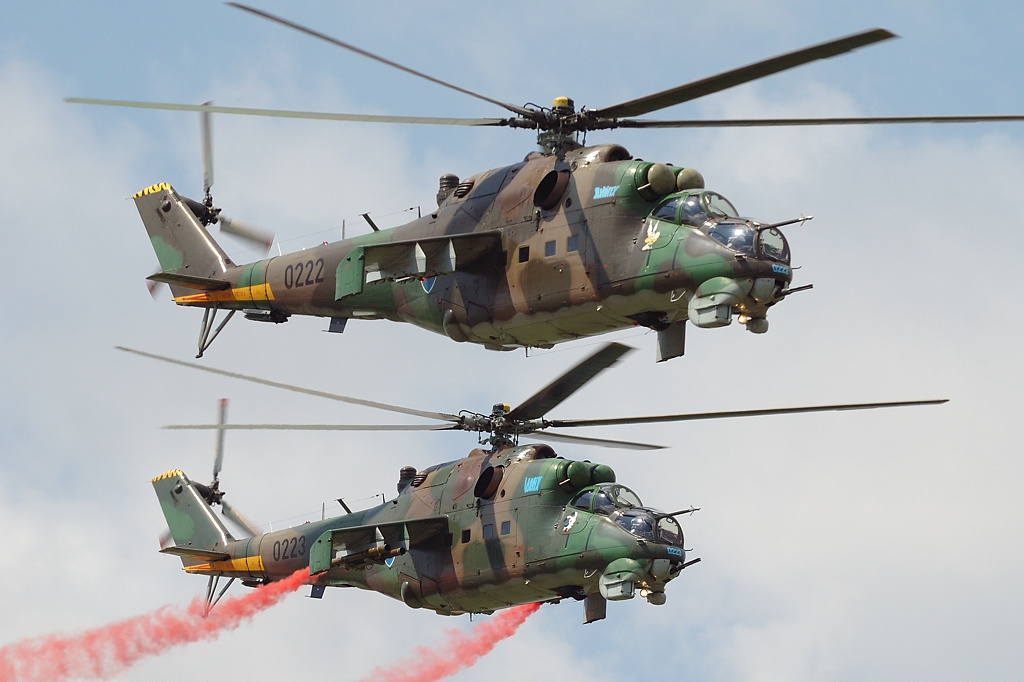
Hélicoptères Mil Mi-24 de l'armée slovaque portant les portraits d'Astérix et Idéfix en 2010.
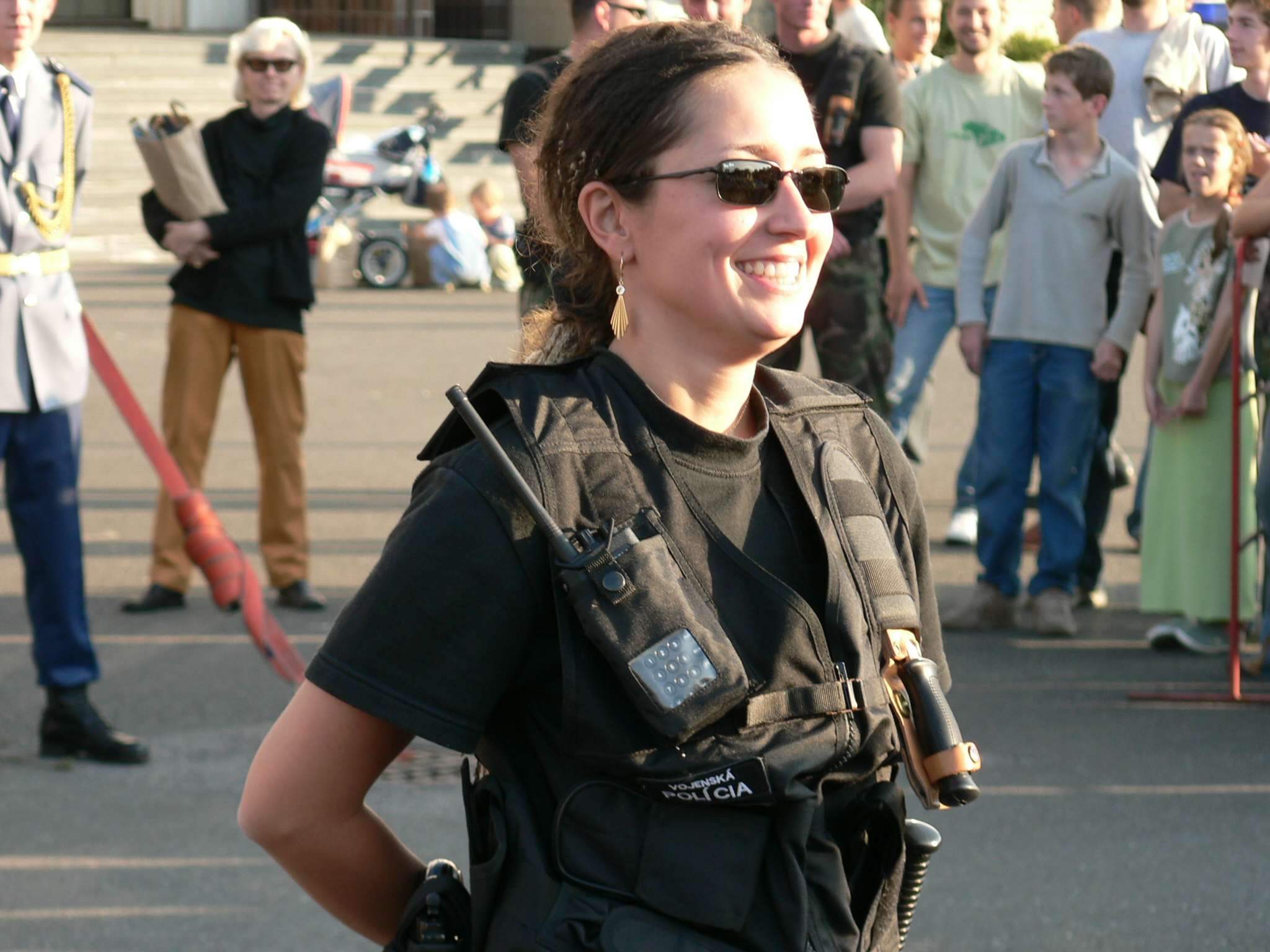
Officier de la police militaire de l'armée slovaque
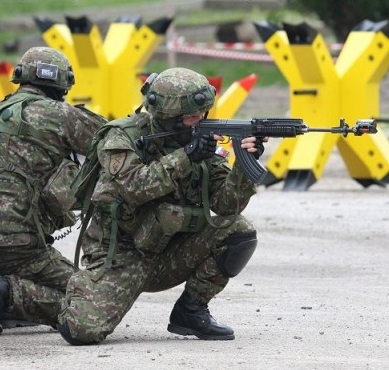
Soldats slovaques du 12e bataillon de la 1re brigade mécanisée durant un entraînement
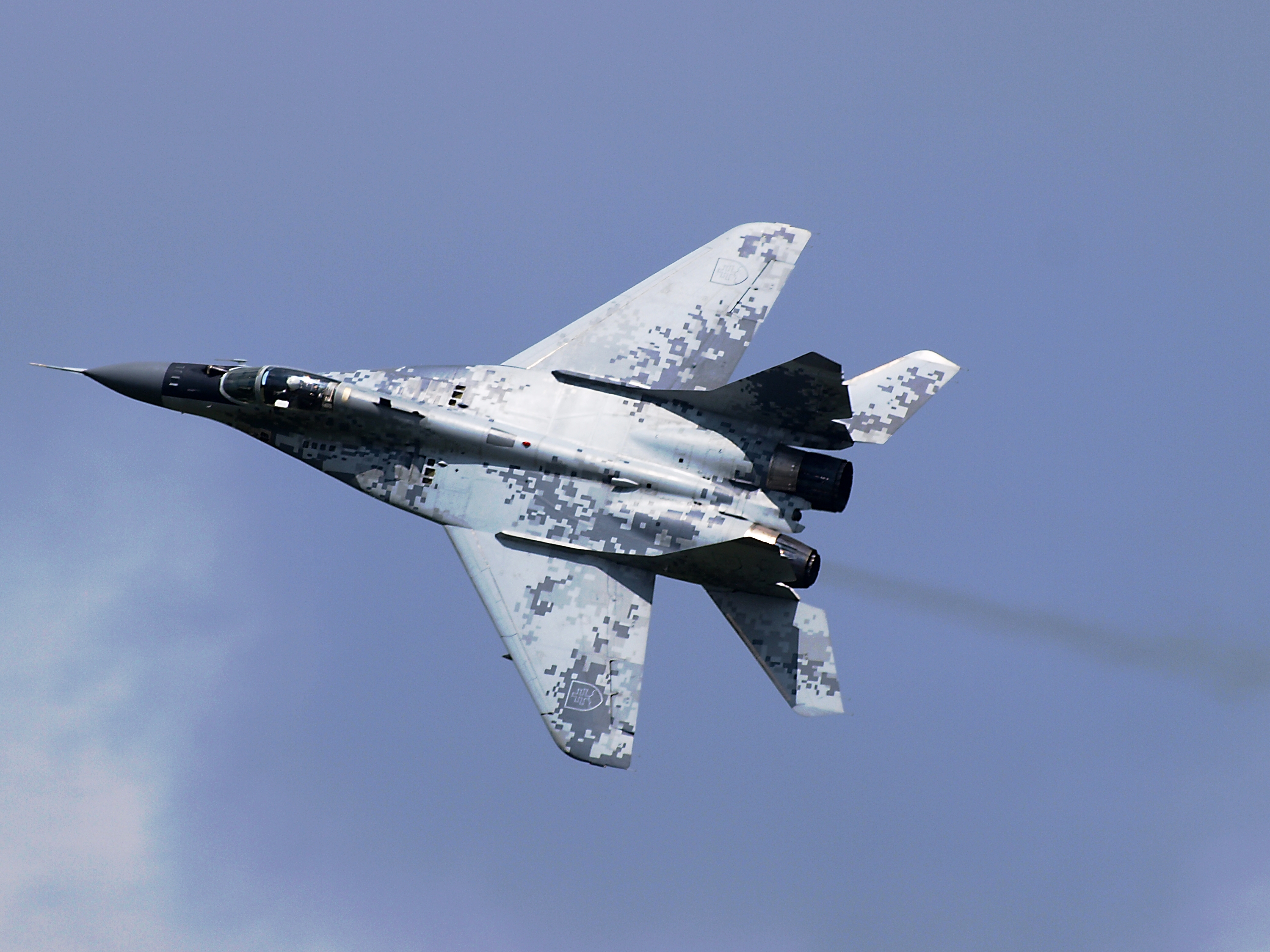
MiG-29 de l'armée de l’air slovaque